# Barátlile
A barátlile (Erythrogonys cinctus) a madarak osztályának  lilealakúak (Charadriiformes) rendjébe, ezen belül a lilefélék (Charadriidae) családjába tartozó Erythrogonys nem egyetlen faja.

## Rendszerezése
A nemet és a fajt is John Gould angol ornitológus írta le 1838-ben. Szerepelt a Charadrius nemben Charadrius cinctus néven is.

## Előfordulása
Ausztrália, Indonézia, Új-Zéland, Palau és Pápua Új-Guinea területén honos. Természetes élőhelyei a édesvizű mocsarak, tavak, folyók és patakok környéke. Állandó, nem vonuló faj.

## Megjelenése
Testhossza 20 centiméter, szárnyfesztávolsága 33-38 centiméter, testtömege 35-77 gramm.
|  |  |

## Természetvédelmi helyzete
Az elterjedési területe rendkívül nagy, egyedszáma pedig stabil. A Természetvédelmi Világszövetség Vörös listáján nem fenyegetett fajként szerepel.